# 城内 (北九州市)
城内（じょうない）は福岡県北九州市小倉北区の地名。郵便番号は803-0813。

## 地理
城内は紫川西岸に位置しており、勝山公園を中心に北九州市役所・小倉城・北九州市立中央図書館といった北九州市を代表する施設が整備されている。町域中央を清張通りが南北に貫く。北で室町、東で船場町・馬借、南で大手町、南西で金田、西で田町、北西で大門と隣接する。

### 河川
- 紫川

## 交通
- 西鉄バス北九州 北九州市役所前バス停、市立中央図書館・文学館前バス停、勝山公園入口バス停

## 施設
- 小倉城
- 八坂神社
- 北九州市立小倉城庭園
- 北九州市立松本清張記念館
- 北九州市役所
- 小倉地方合同庁舎（福岡法務局北九州支局など入居）
- 勝山公園
- 北九州市立中央図書館
- 北九州市立文学館
- 北九州市立西小倉小学校